# Associated Equipment Company
Associated Equipment Company Ltd. (AEC) – dawne brytyjskie przedsiębiorstwo branży motoryzacyjnej produkujące autobusy i samochody ciężarowe. Siedziba spółki mieściła się w Southall, w zachodnim Londynie.
Do produkowanych przez AEC pojazdów należały m.in. piętrowe autobusy Routemaster, które stały się jednym z najbardziej rozpoznawalnych symboli Londynu.

## Historia

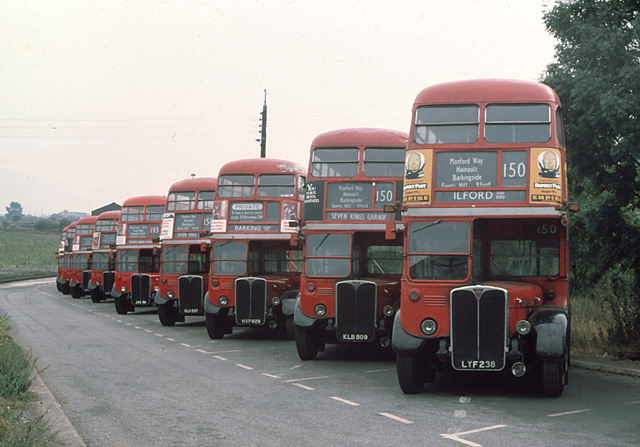
Autobusy AEC Regent III RT, powszechnie spotykane na ulicach Londynu w latach 50. XX wieku

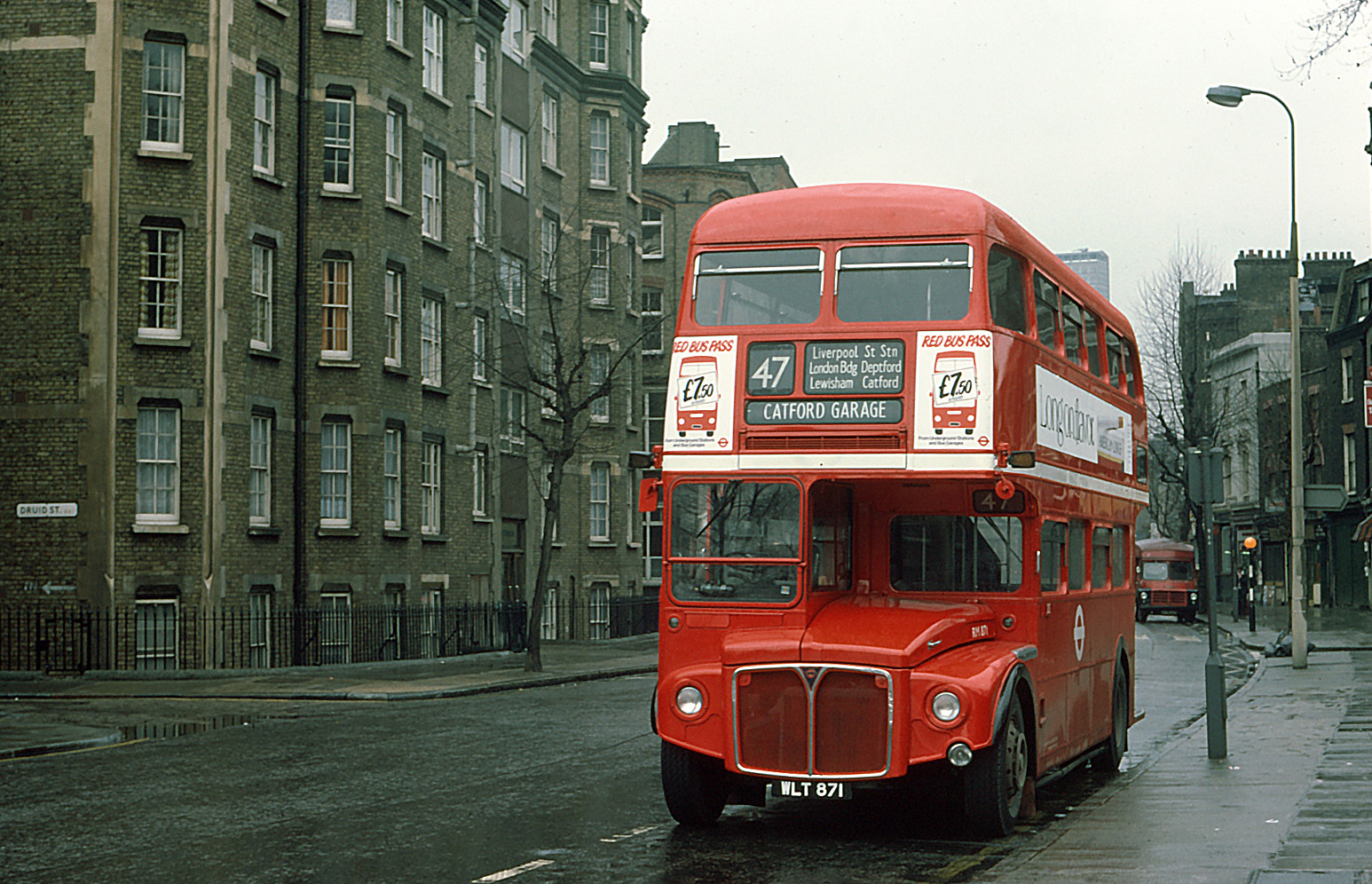
AEC Routemaster, zaprezentowany pod koniec lat 50. i używany w Londynie aż do początków XXI wieku

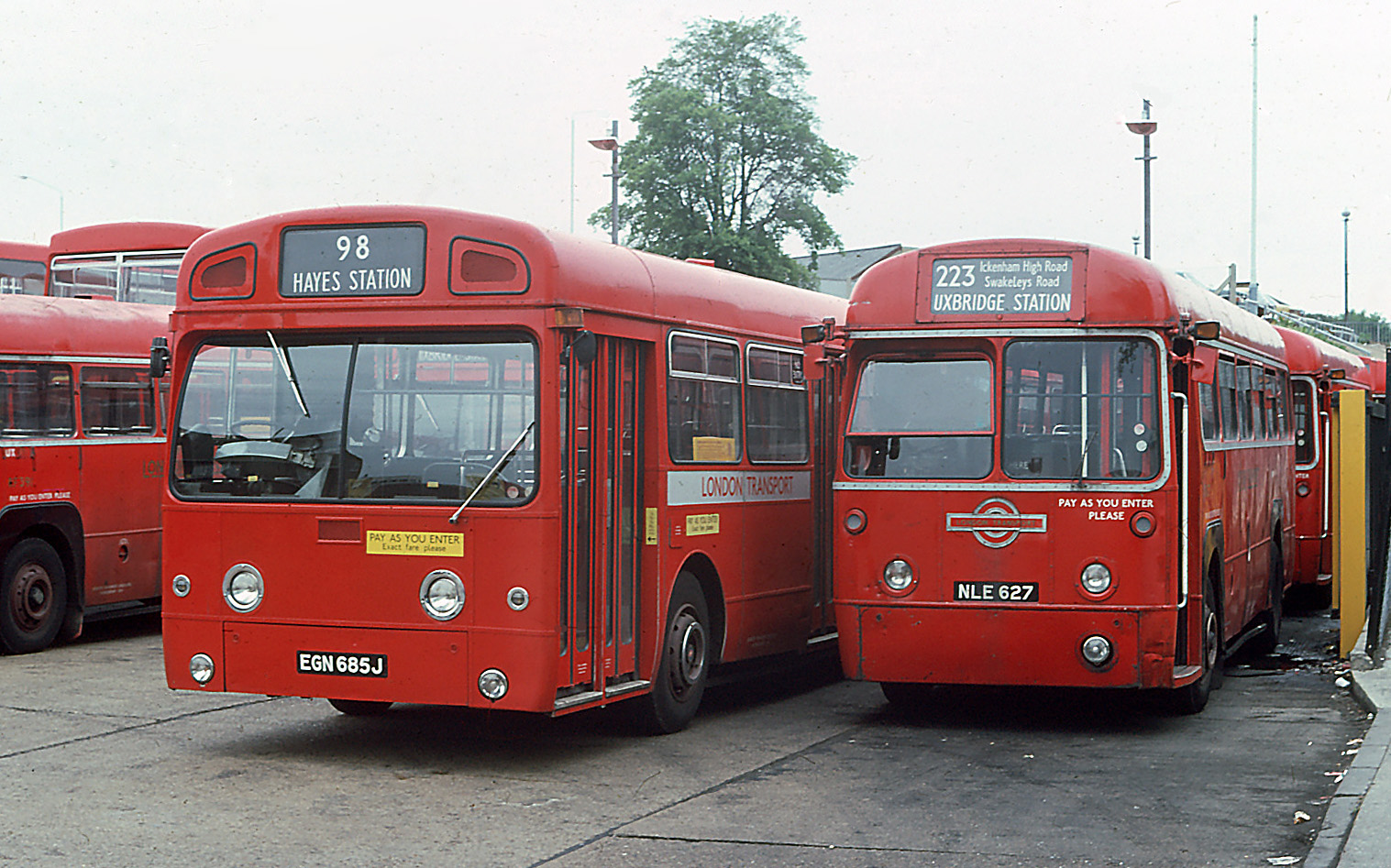
Autobusy AEC Swift (z lewej) i Regal IV (z prawej)

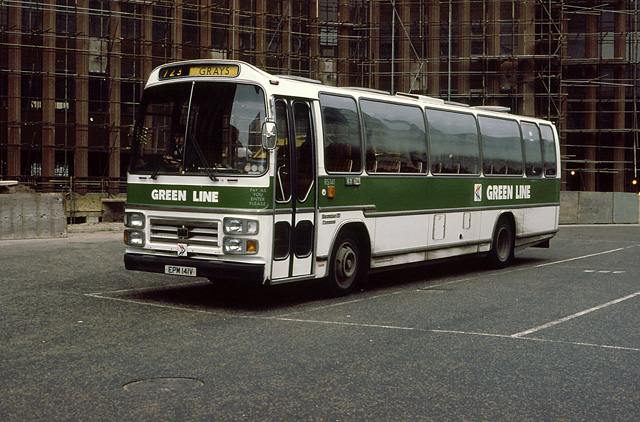
AEC Reliance z nadwoziem Plaxton Supreme

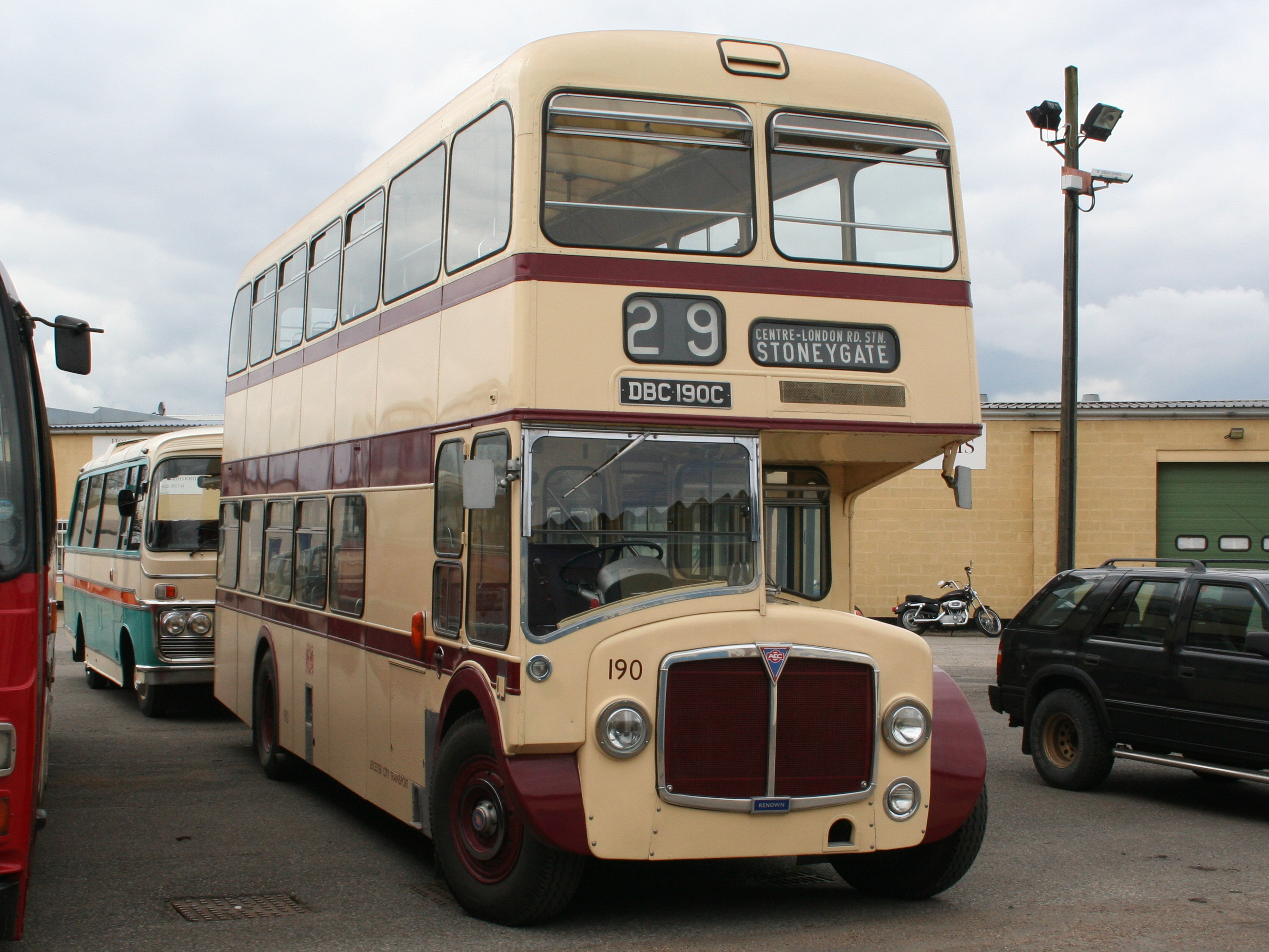
AEC Renown z lat 60. XX wieku

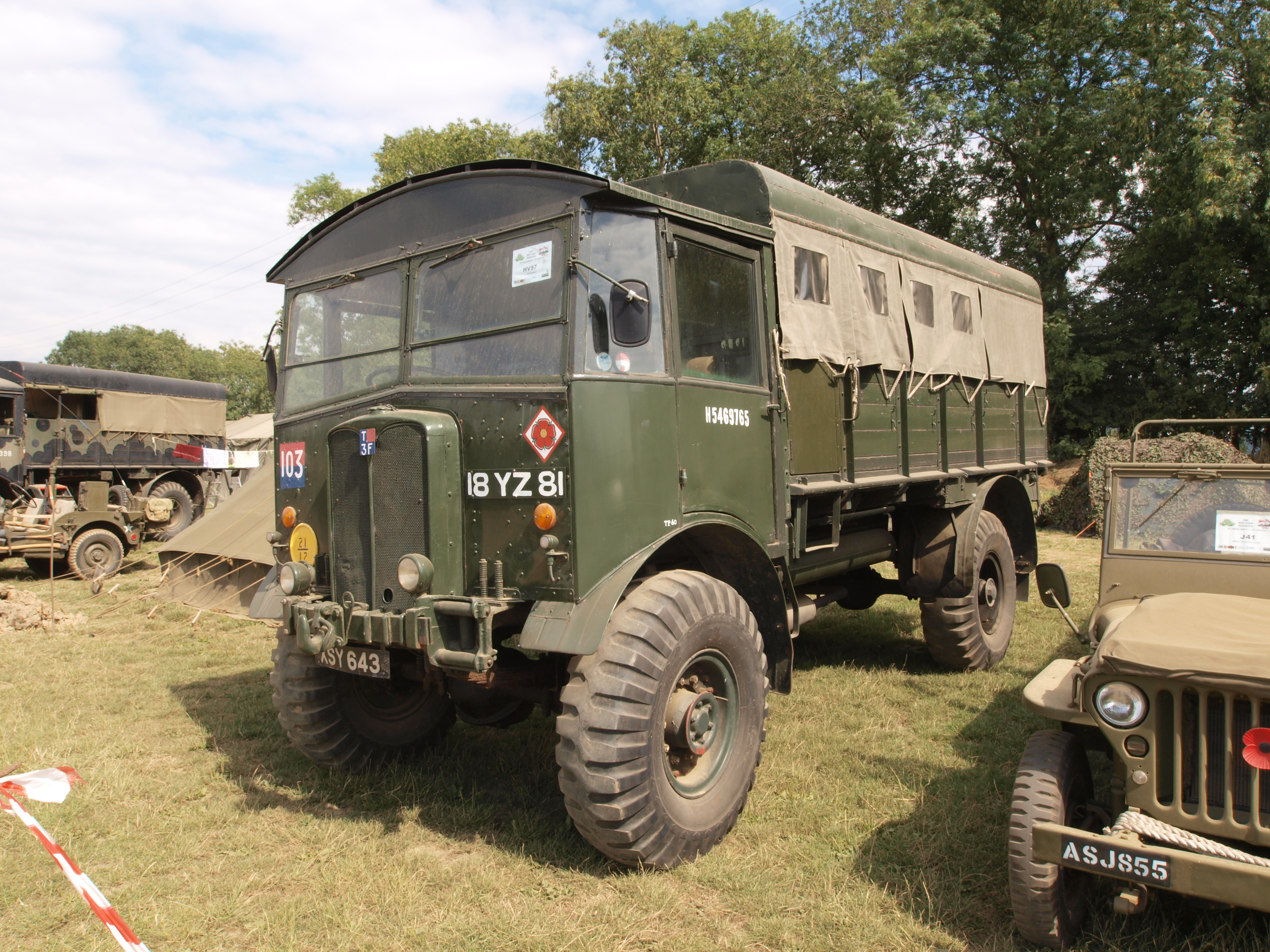
AEC Matador w malowaniu wojskowym

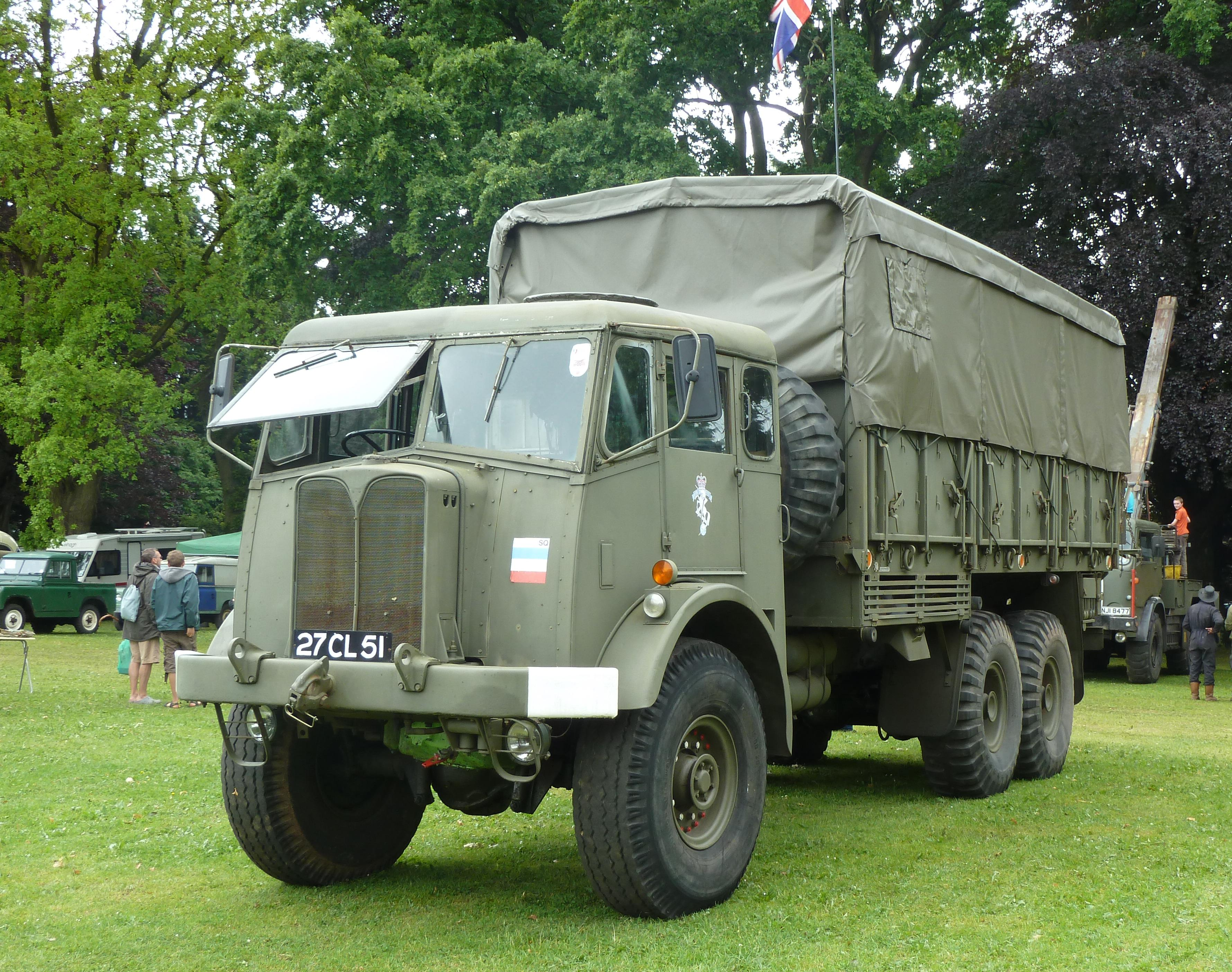
AEC Militant w malowaniu wojskowym

Początki przedsiębiorstwa sięgają 1908 roku, gdy London General Omnibus Company, główny przewoźnik autobusowy działający na terenie Londynu, rozpoczął produkcję własnych pojazdów. W 1912 roku spółka została przejęta przez przedsiębiorstwo Underground Electric Railways Company of London, jednego z operatorów metra londyńskiego. W tym samym roku poddana została reorganizacji, w wyniku której dział produkcyjny przekształcono w osobne przedsiębiorstwo nazwane Associated Equipment Company, z siedzibą w Walthamstow na północnym wschodzie Londynu.
W 1926 roku spółka krótkotrwale połączyła się z Daimler Motor Company, tworząc Associated Daimler Company (ADC). Rok później zakłady produkcyjne AEC przeniesione zostały do Southall.
W 1948 roku AEC przejęło przedsiębiorstwa Crossley Motors i Maudslay Motor Company oraz zmieniło nazwę na Associated Commercial Vehicles (ACV). Rok później spółka stała się właścicielem przedsiębiorstwa Park Royal Vehicles i należącej do niego spółki Charles H. Roe, a w 1961 roku – Transport Equipment (Thornycroft).
W 1962 roku ACV nabyte zostało przez spółkę Leyland Motors (od 1968 British Leyland). Produkcja piętrowych autobusów marki AEC zakończyła się w 1968 roku, natomiast ostatni samochód ciężarowy wyprodukowany został przez zakłady w Southall w 1979 roku.

## Produkowane pojazdy

### Autobusy

#### LGOC/AEC (1908-1918)
- typ B
- typ X

#### 1918-1979
- Bridgemaster
- Merlin
- Monocoach
- Ranger (1931)
- Ranger (1957)
- Regal (1929)
- Regal (1946)
- Regal II
- Regal III
- Regal IV
- Regal V
- Regal VI
- Regent
- Regent II
- Regent III
- Regent III RT
- Regent V
- Reliance (1928)
- Reliance (1953)
- Renown (1925)
- Renown (1929)
- Renown (1962)
- Routemaster
- Sabre
- seria 400
- seria 500
- Swift
- typ K
- typ LS
- typ NS
- typ Q
- typ S

### Trolejbusy
- 601
- 602
- 603/603T
- 604
- 605
- 607
- 661T
- 662T
- 663T
- 664T

### Samochody ciężarowe
- 201
- 428
- 501
- 506
- 701
- Majestic
- Mammoth
- Mandator
- Marshall
- Matador
- Mercury
- Militant
- Mogul
- Monarch
- Mustang

### Pojazdy wojskowe
- ACV Dorchester
- Armoured Car
- Deacon